# 足場
足場（あしば）は、もとは「足の場所」「足で踏める場所」あるいは「足で踏んで、そこに立てる場所」「足で踏み、歩ける場所」という意味の言葉であり、具体的には次のようなものを指す。
- 足で踏み、そこにたてる場所[1]。歩くところ[1]。
- 建築工事や高所工事などの際、作業の便宜のために、仮に丸太や鋼管などを組んで作ったもの[1]。
- （比喩）物事をしようとする時のよりどころ[1]。この意味では「あしがかり」ともいう[1]。

## 工事用の足場

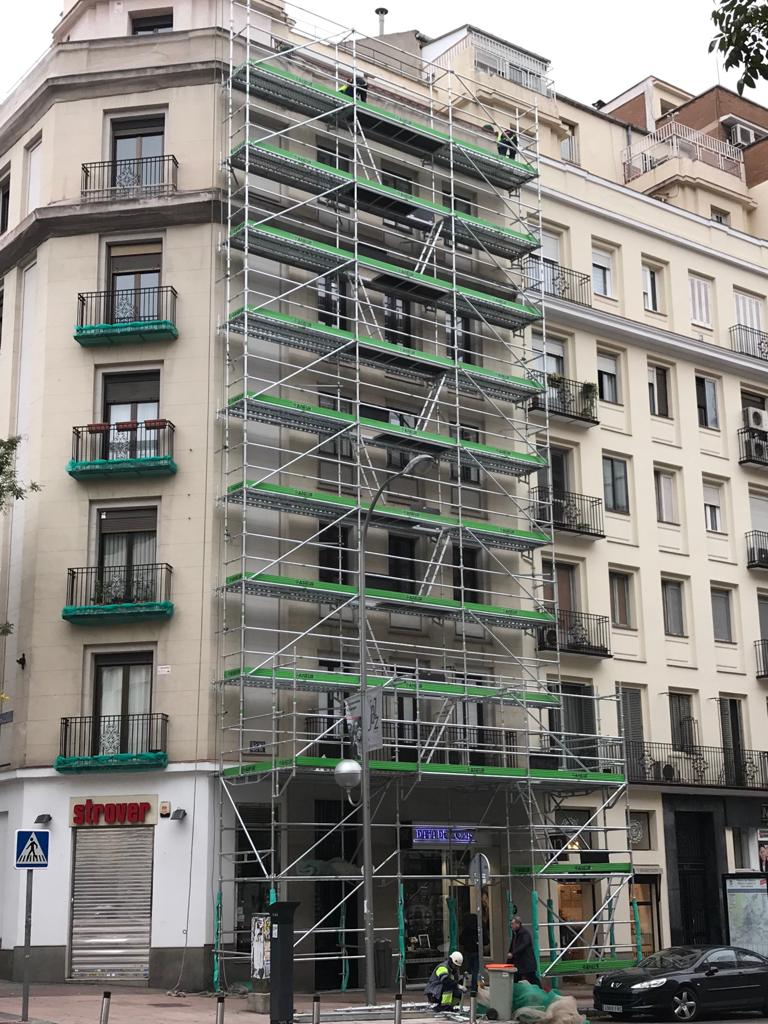
外装補修工事の足場 スペイン・マドリード

足場は部材の組み立て、解体、塗装、ボルト締め等の作業のために設置される作業床及びそれを支持する支柱等の架設構造物をいう。この意味の「足場」は英語ではscaffoldやstageという。

### 種類

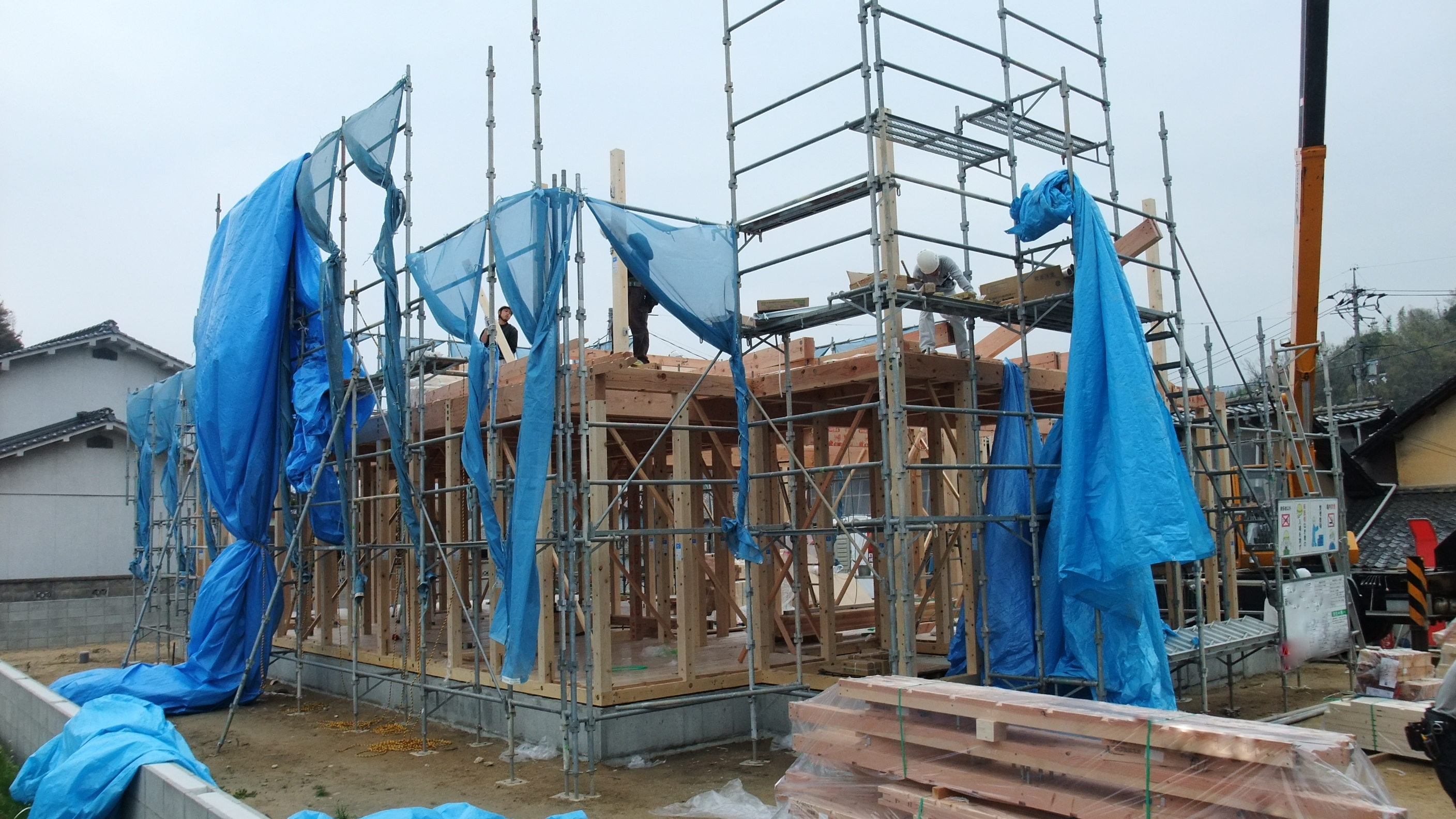
木造住宅建築のくさび緊結式足場

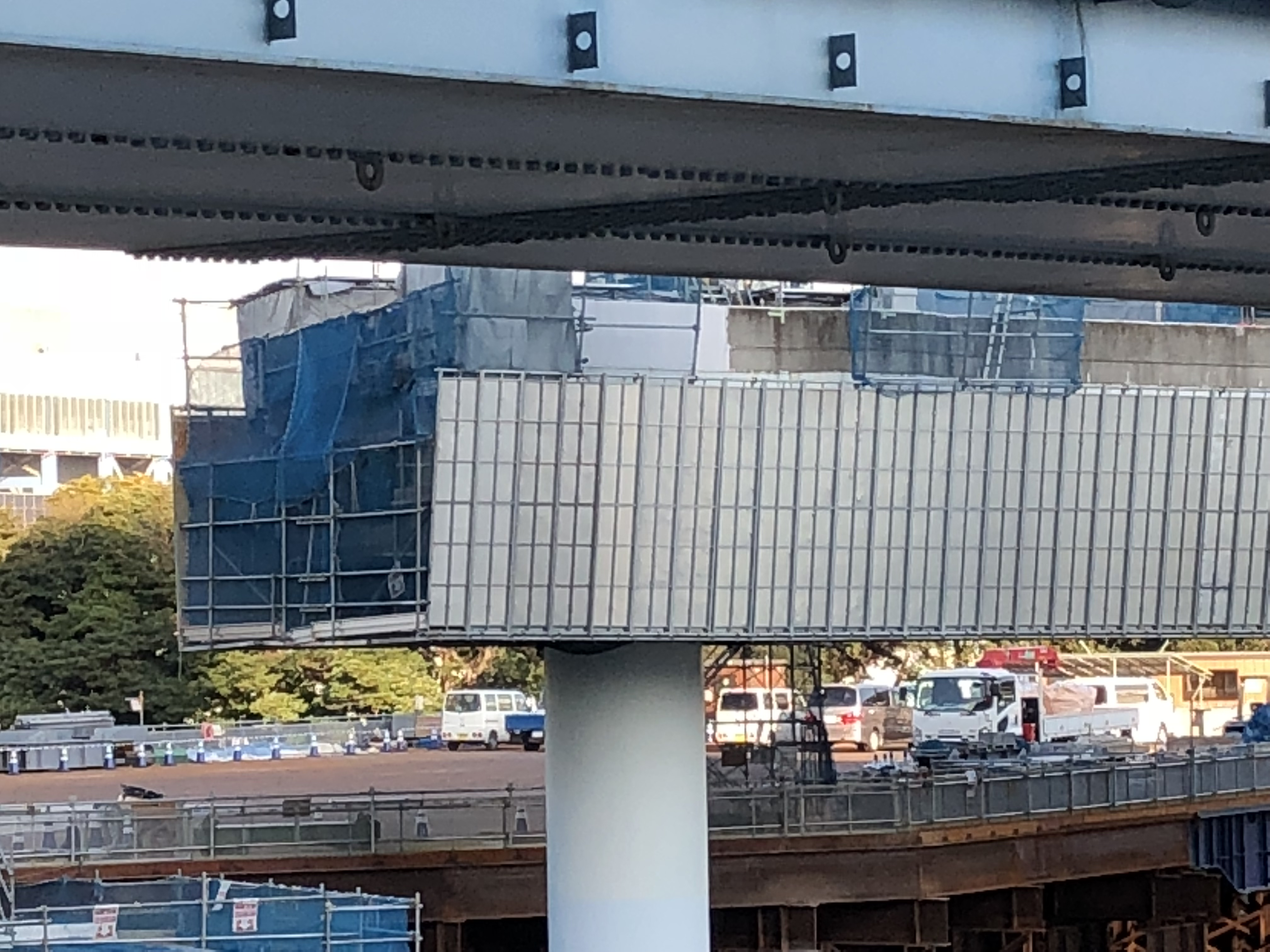
吊り足場

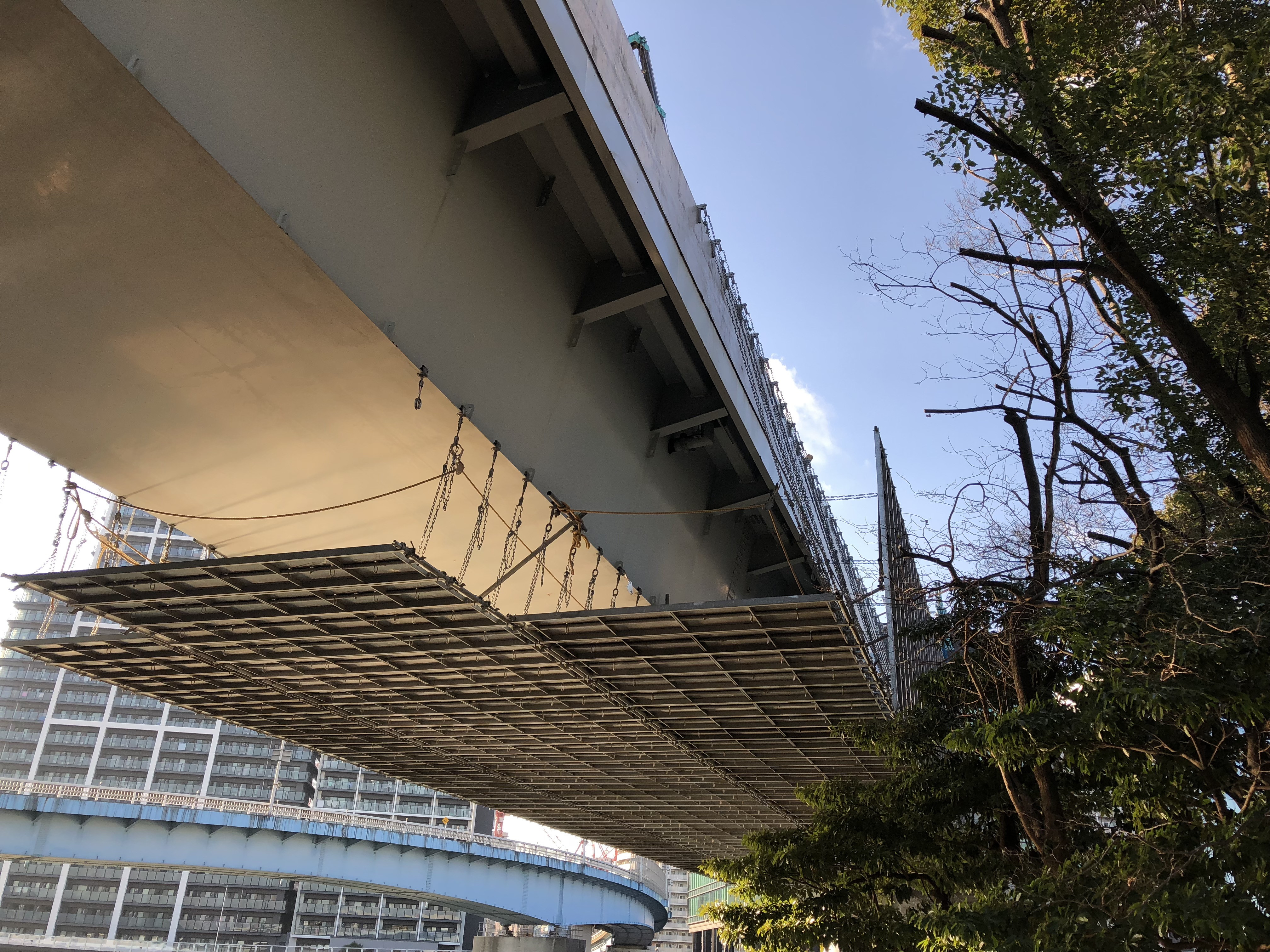
仮設中の吊り足場

足場は形状、構造、用途等によって分類される。基本的には支柱足場、吊足場（吊り足場）、脚立及び架台足場、特殊足場に大別される。
- 支柱足場 - 支柱を立てる一般的な足場。建地足場ともいう[3]。
  - 本足場 - 支柱足場の一種で単管足場やくさび緊結式足場などがこれに分類される[4]。
  - 一側足場 - 支柱足場の一種で主に住宅工事用[4]。
  - 棚足場 - 支柱足場の一種で主に内装工事用[4]。
- 吊足場（吊り足場） - 支柱を立てにくい場所などで用いられる、鉄骨の梁から吊り下げた足場[3]。吊り枠足場や吊り棚足場がある[3]。
- 脚立・架台足場 - 脚立等を横に並べて足場板を渡した簡易な足場[3]。

主要な方式や特殊な方式について以下に述べる。

#### 単管足場
単管足場は支柱足場の一種である。鋼管の単管を用いたものである。
中層建築物の外壁工事用や住宅工事用の本足場として用いられる場合や、内装工事用の棚足場として用いられる場合がある。

#### 丸太足場
杉、ヒノキ等の細い間伐材を鉄線（ナマシ番線等）で締め上げて固定する昔ながらの足場の仮設方法のこと。日本では、安全性の観点から使用が激減したが、鉄パイプの足場が組めない狭い住宅地での塗装・解体工事や神社仏閣の修理現場などで利用されることがある。

#### 枠組足場

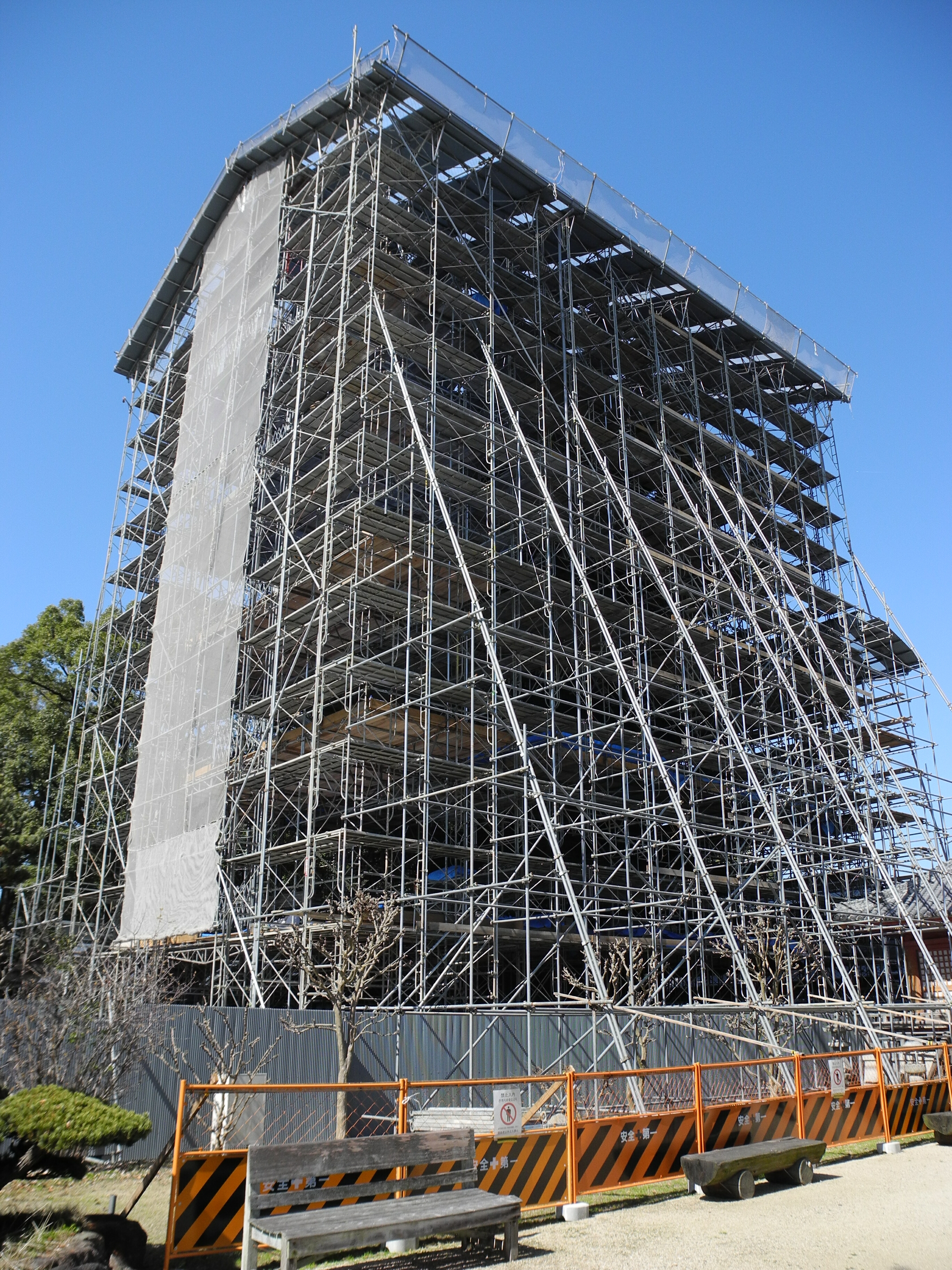
木造高層建築（本山寺五重塔）の足場（枠組足場と単管足場の組み合わせ）

枠組足場は支柱足場の一種で、「コ」の字形の積み上げ可能な建枠を使用する足場である。
建築物の外壁工事用の本足場として用いられる場合や、内装工事用の棚足場として用いられる場合がある。

#### 手すり先行工法
手摺先行式足場は枠組足場の一種である。転落事故が、足場の床板の組立・解体時に多く生じることに着目し、足場の床板の取り付ける前に、一段の上の手すり部分を取り付けて行うこととし、足場の床を取り外す際には、床板を取り外してから手すりを外す作業方法を採る。手すりの組立方により、「手すり先送り方式」「手すり据置方式」「手すり先行専用足場方式」の三種類の仮設方法が存在する。国土交通省と農林水産省が2004年度から全ての直轄工事で標準採用とした。

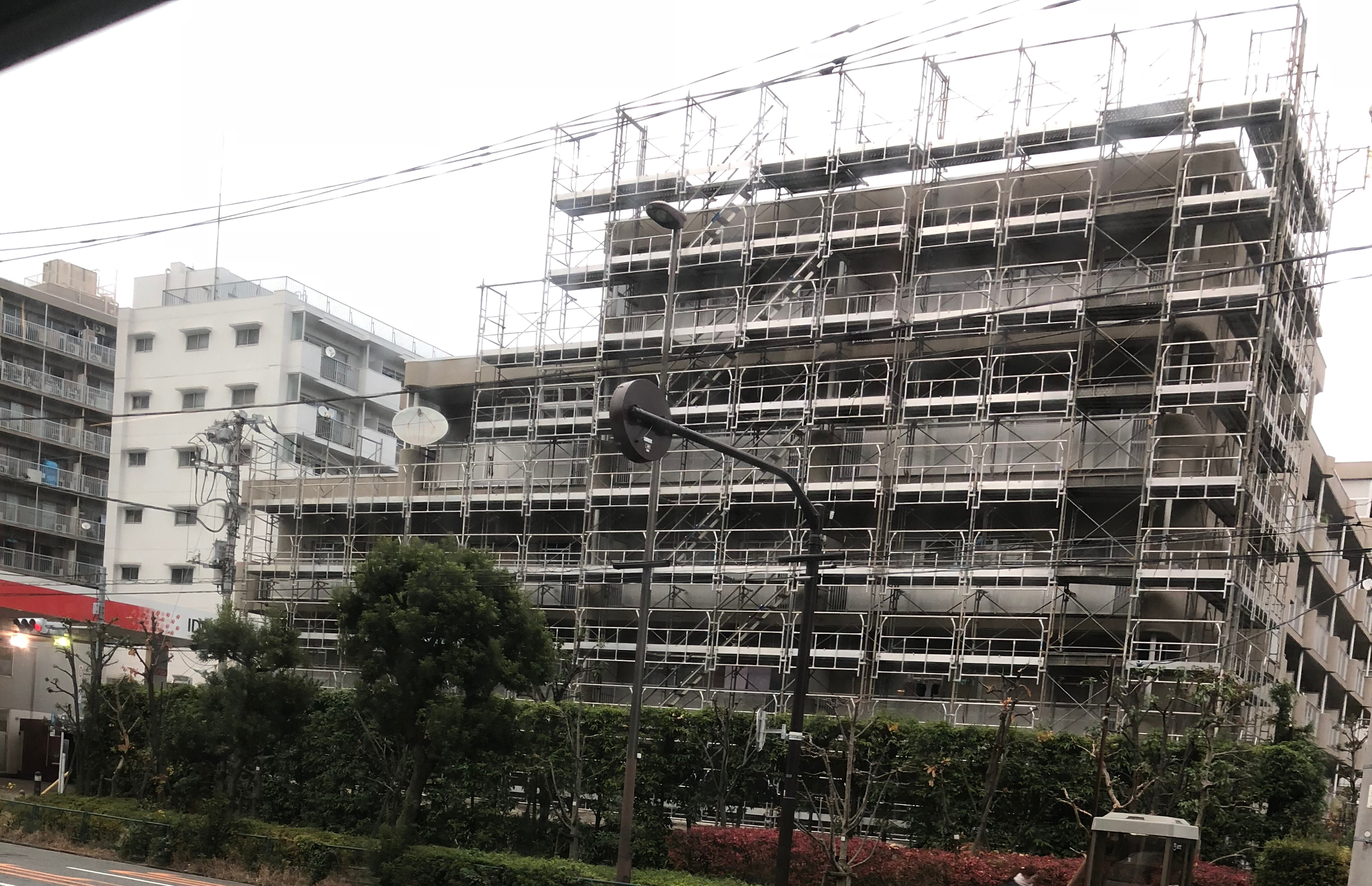
手すり先行工法により仮設された足場

#### 可搬型ゴンドラ
屋上面からワイヤロープで吊り下げ、作業床に取り付けられた巻上機(エンドレスワインダーやトラクションホイストと呼ばれる)に通しワイヤロープを掴みながら昇降する。従来の足場と比較し、高い建物高さでも補強の必要がない、防犯性に優れる、昇降が楽になる、設置の手間が少ない、景観が優れる、風に弱い等の特徴がある。

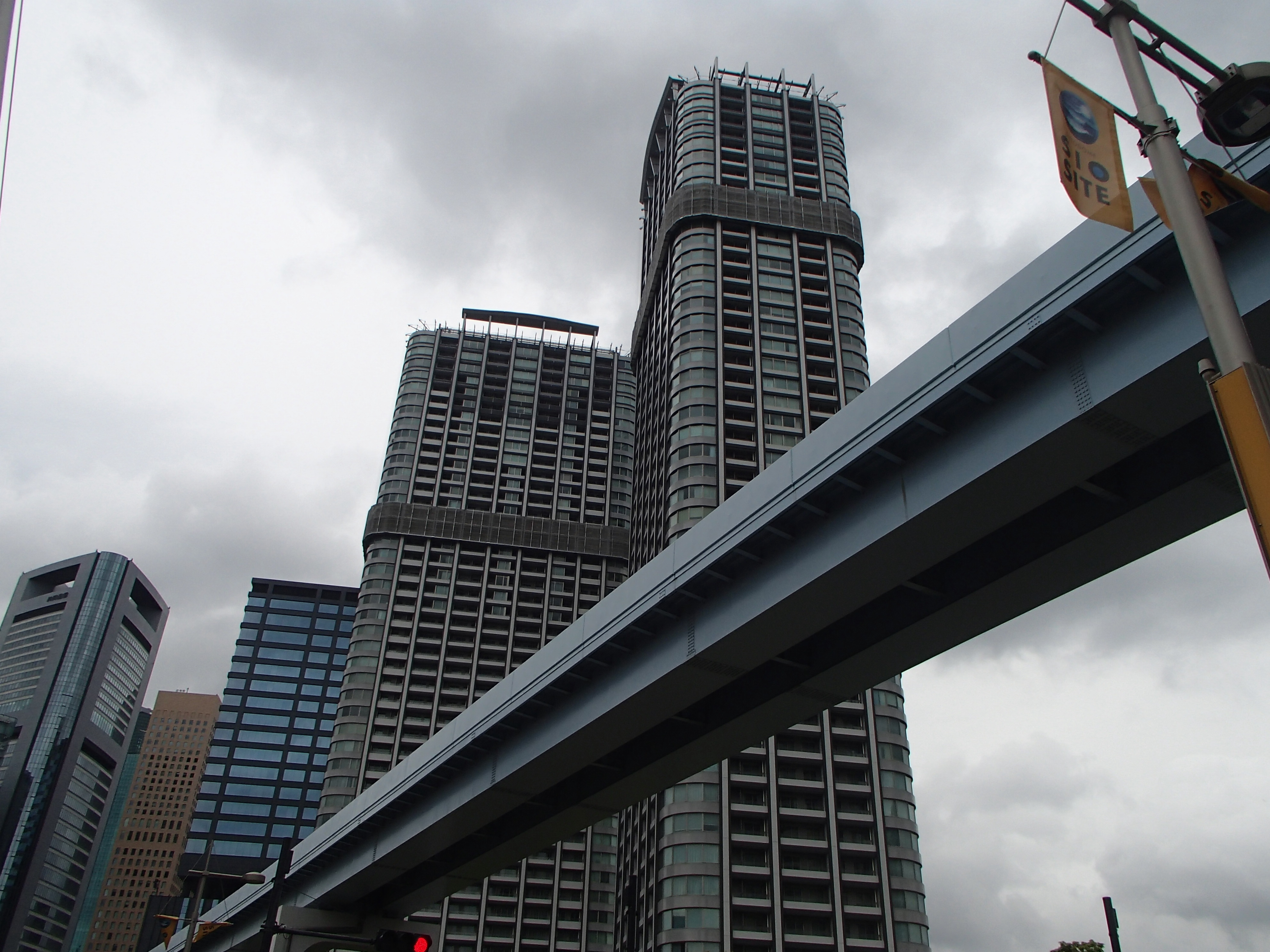
東京ツインパークスに仮設されたゴンドラ
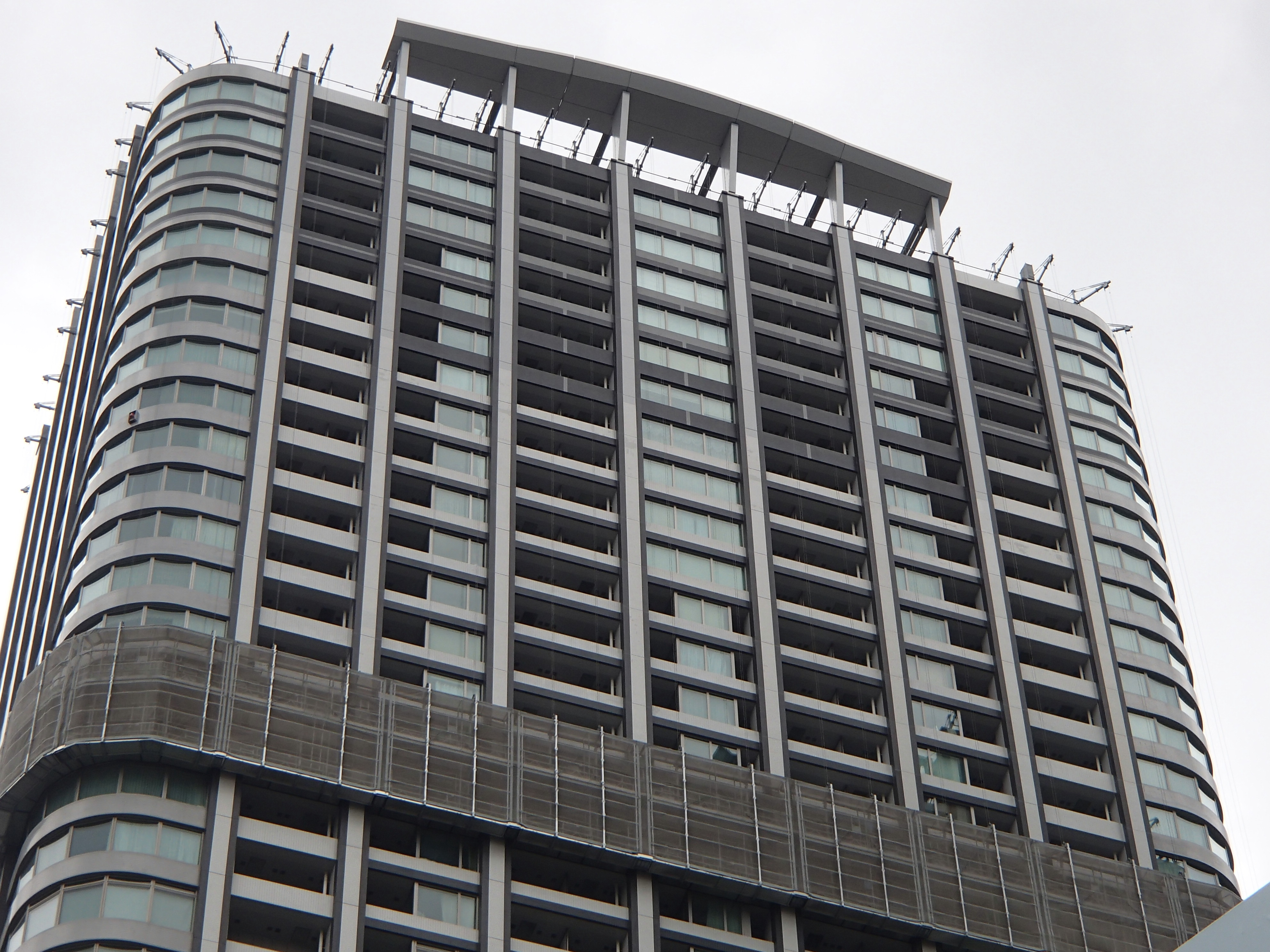
吊具と作業床
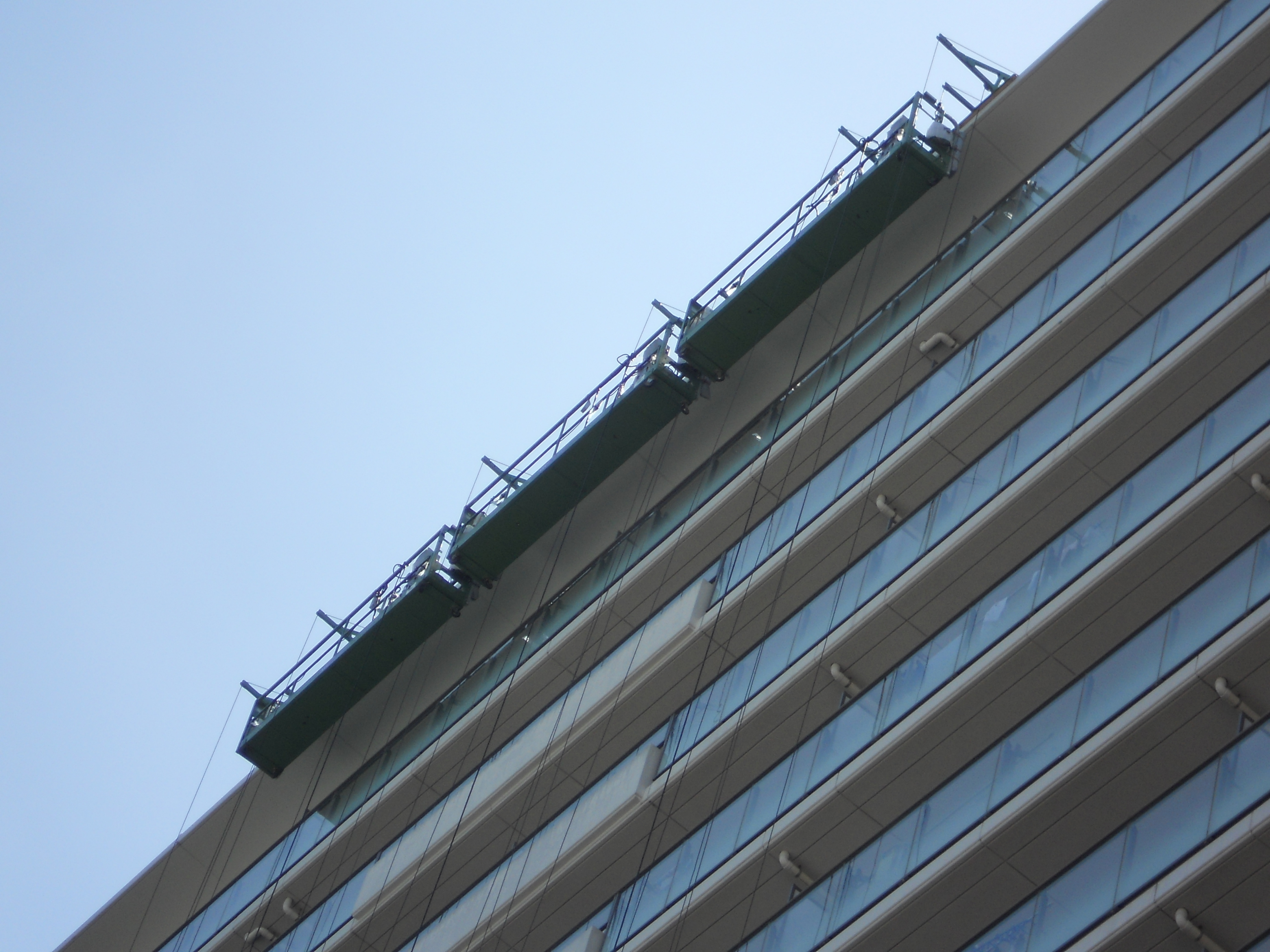
単体で吊り上げられたゴンドラ
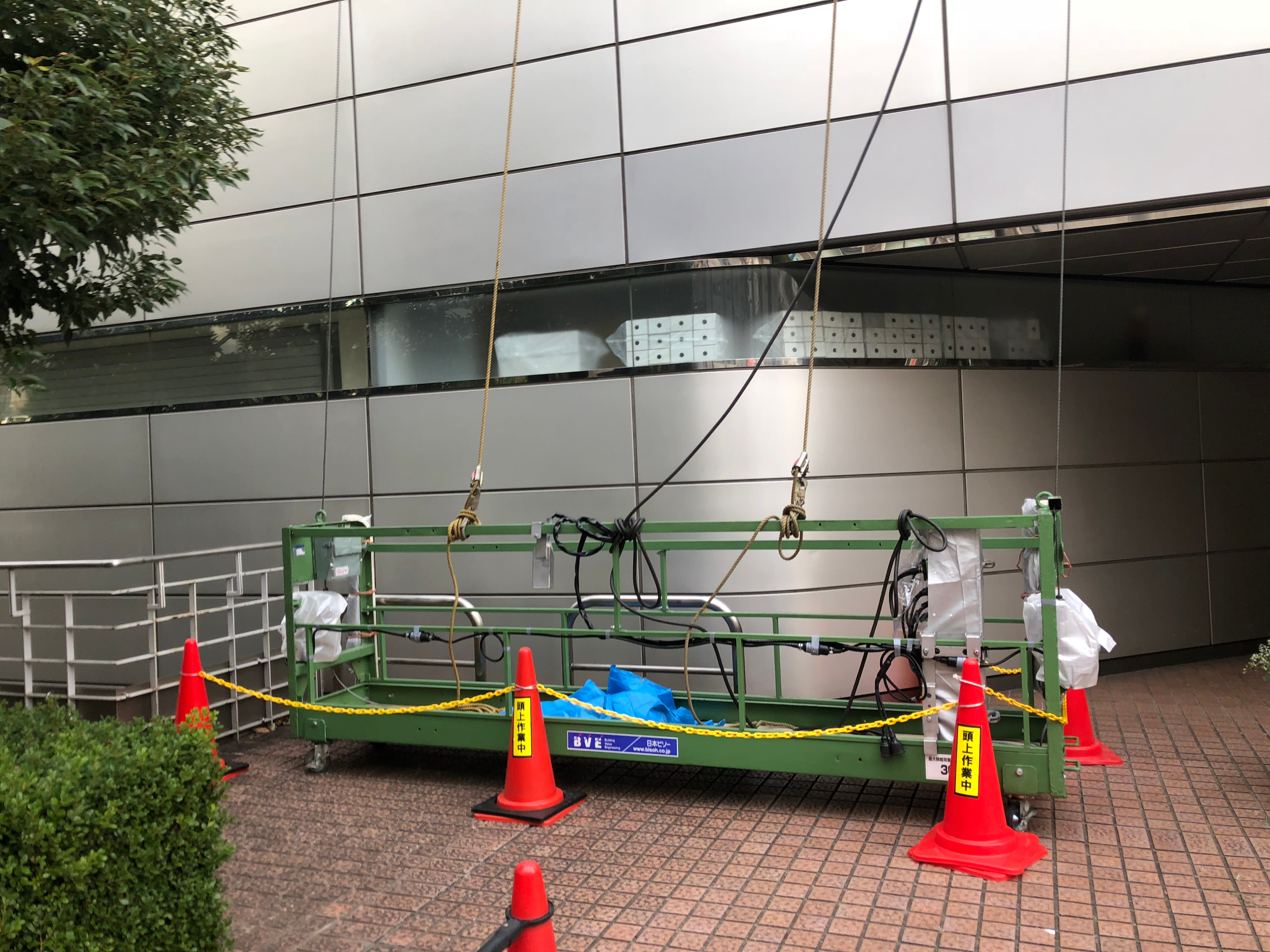
着地したゴンドラ

#### 移動昇降式足場
- 商品名である「リフトクライマー(工法)」とも呼ばれる。トラスを鉛直方向に設置したマストに沿って作業床が昇降する足場。ラック・アンド・ピニオンの原理が使用されている。従来の足場と比較し、高い建物高さでも補強の必要がない、防犯性に優れる、昇降が楽になる、ある程度の強風でも使用できる、複雑な形状の建物に対応できない等の特徴がある。
- 新しい足場であり法的整備はされておらず、一般社団法人 仮設工業会が「移動昇降式足場に関する技術基準」[6]を公表しているのみである。

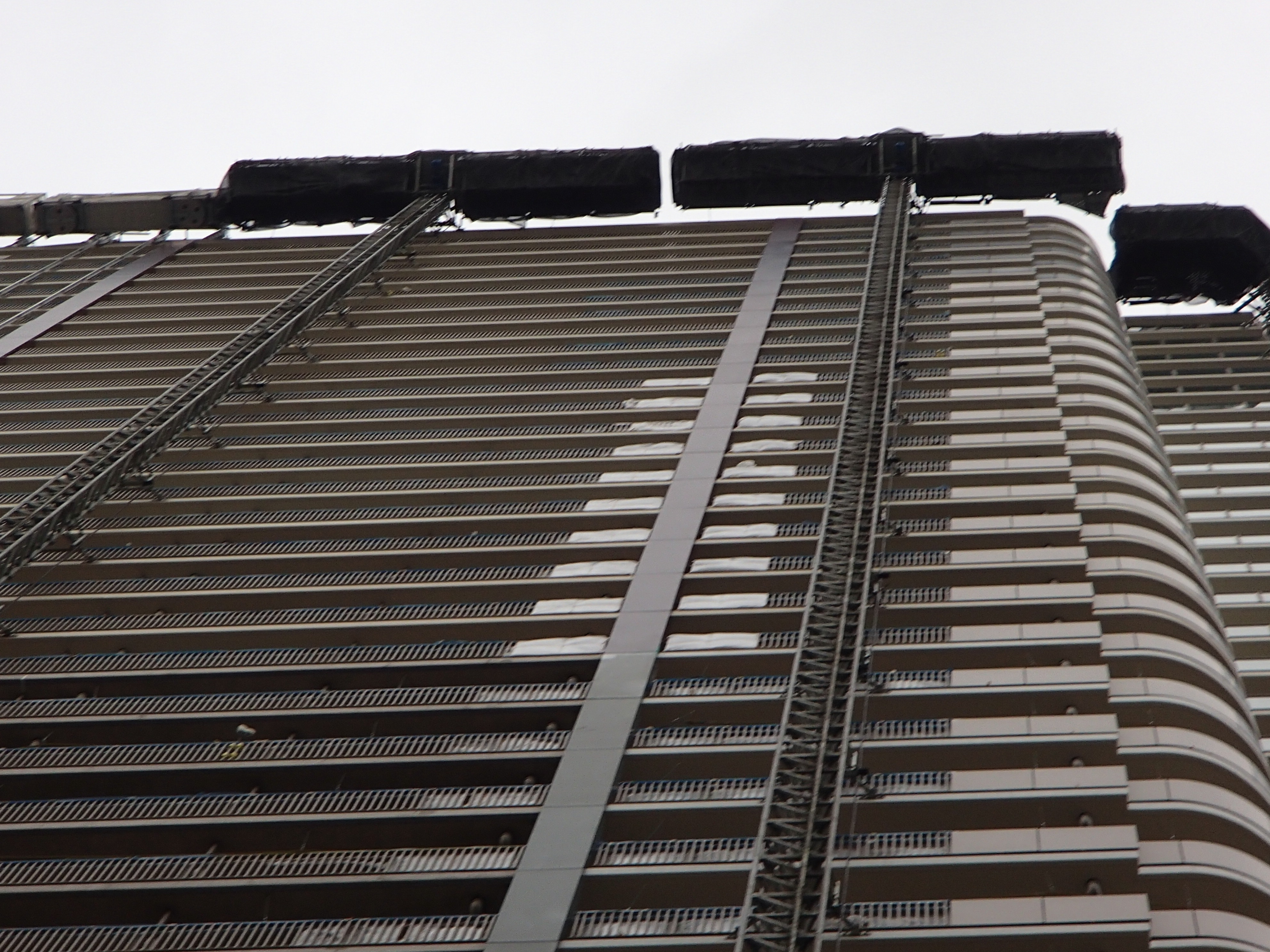
移動昇降式足場
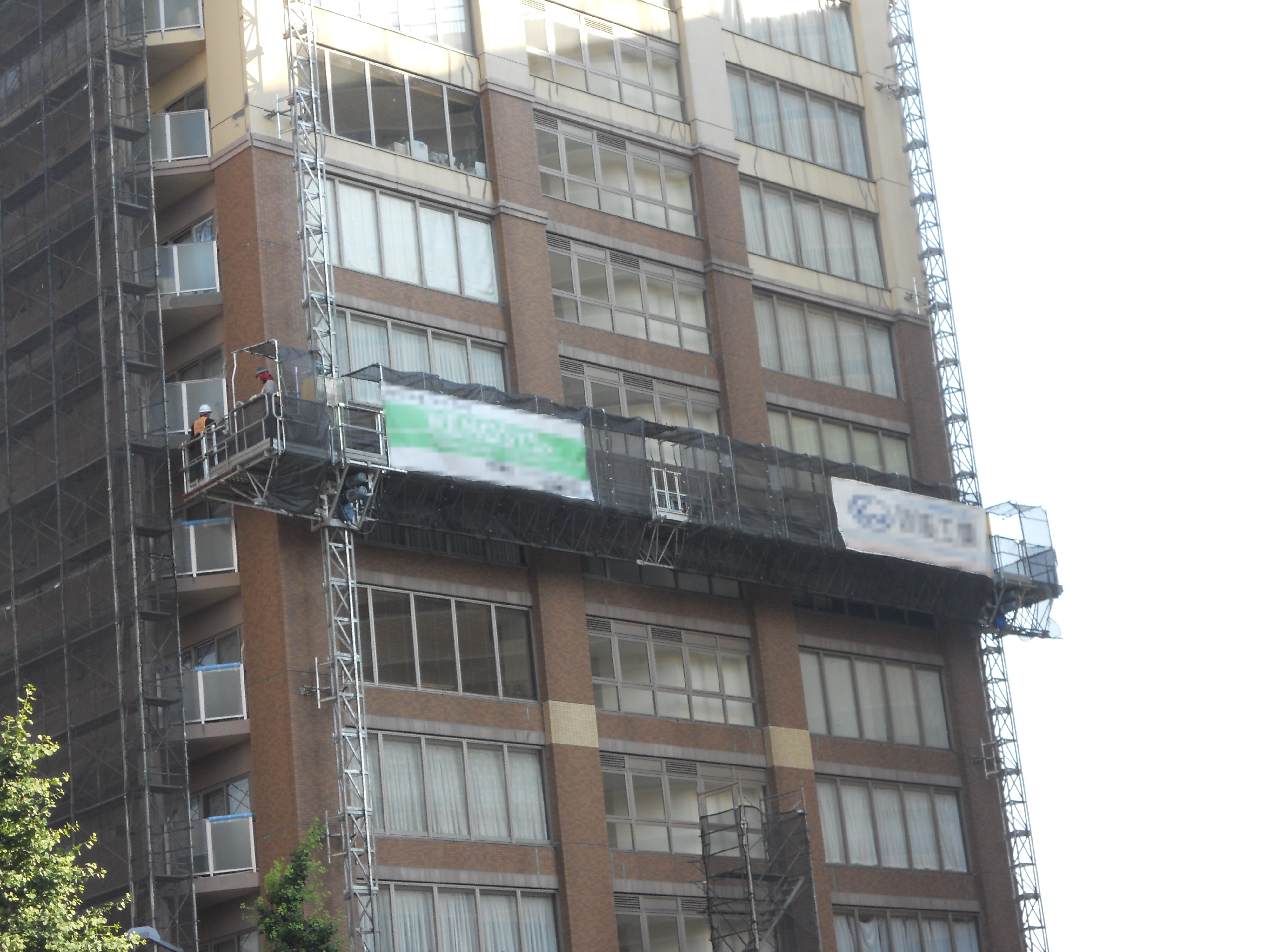
移動昇降式足場の作業床
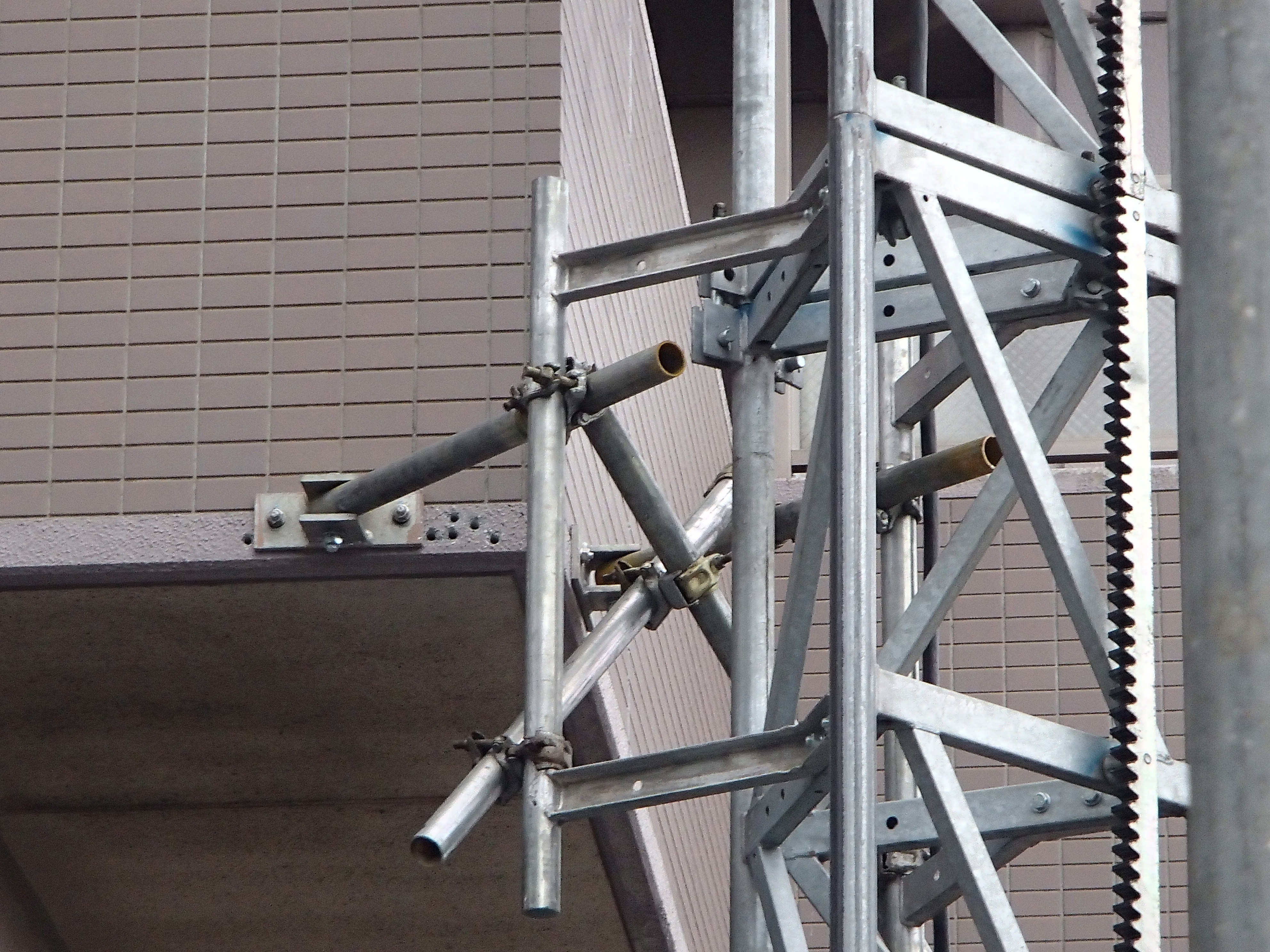
昇降用マスト

### 足場材料
足場材料には木製や金属製などがある。
中国や東南アジア諸国などの建設現場では、かなりの高層建築物でも竹と合成樹脂系の結束バンドなどによる「竹棚」等と呼ばれる
単管足場(en:Bamboo scaffolding)が組まれることが多い。

### 足場の組立と解体

#### 工事
足場の組立は、鳶職の主要な作業内容のひとつ。日本国内では足場の組立解体作業には特別教育を受けた者しか従事することができない。さらに、吊り足場、張出し足場または高さ5m以上の足場の組立解体作業には、技能講習を終了した、足場の組立て等作業主任者を選任しなければならない。

#### 費用
足場の設置と撤去には多額の費用がかかるため、巨大構造物の塗装などでは上部から作業員がロープでぶら下がって作業する手法もあり、専門業者も存在する。

### 足場作業と事故
建設業における死亡労働災害の原因の一位は転落であるが、この転落は足場からのものが多いことが特徴。
建築物等の作業に用いる仮設施設のため、固定には限界がある。しばしば強風など荒天時には、足場が倒壊する事故も発生する。

### 主な取り扱いメーカー
- タカミヤ
- 日綜ゴンドラ (仮設ゴンドラも取り扱っている)
- 日本仮設

### 工事現場の足場の関連項目
- ビティ足場
- キャットウォーク

## 撮影用の足場
映画や写真の撮影現場では、足場をイントレと呼ぶ。

## 比喩
比喩でいう「足場」とは、何かものごとを始めようとするときの「よりどころ」のことである。
文章の中での使いかたとしては、たとえば「まず足場を固めなければ」「足場固めが大切」などと使う。
この意味では「あしがかり」ともいう。同じく比喩の同意語としては「土台」や「基礎」ともいう。こちらのほうも「土台固め」「基礎固め」などという。
類義語には「手がかり」という言葉もある。こちらは「手をかける場所」という意味である。 なお、まるで崖をよじ登るような、非常に困難なことを始める場合の「よりどころ」に関しては「手がかり、足がかり」などと組み合わせて使うこともある